# 旭川市立東光中学校
旭川市立東光中学校（あさひかわしりつとうこうちゅうがっこう）は、北海道旭川市東光8条に所在する公立中学校。
生徒343名（2024年現在）

## 沿革
年表
- 1961年（昭和36年）- 設立許可、校名決定、第1期工事完成、旭川市立東光中学校が開校[2]。
- 1962年（昭和37年）- 校歌・校章制定[2]。
- 1963年（昭和38年）- 制服制定[2]。
- 1978年（昭和53年）- 東陽中学校と緑が丘中学校が分離[注 1][2]。
- 1984年（昭和59年）- 東明中学校が分離[注 2][2]。
- 1994年（平成6年）- 新校舎・体育館完成、新教育目標制定[2]。
- 1995年（平成7年）- 校舎改築完成、新制服制定[2]。
- 2008年（平成20年）- 女子生徒用制服スラックス制定[2]。
- 2019年（平成31年）- 制服の一部変更[2]。
- 2020年（令和2年）- 指定ジャージ変更[2]。
- 2021年（令和3年）- 制服の一部変更、指定ジャージ変更[2]。

## 教育目標
- 未来を拓く 心豊かな生徒の育成[3]

## 学校行事
学校行事は以下の通り。
- 4月 - 1学期始業式、入学式、学力テスト
- 5月 - 修学旅行（3年）、体育大会
- 6月 - 期末テスト
- 7月 - 宿泊研修（2年）、1学期終業式、夏季休業
- 8月 - 2学期始業式、学力テスト
- 9月 - 学力テストA（3年）、東光祭、中間テスト
- 10月 - 校外学習（1・2年）、学力テストB（3年）、期末テスト（3年）
- 11月 - 学力テストC（3年）、三者懇談（3年）、期末テスト（1・2年）
- 12月 - 2学期終業式、冬季休業
- 1月 - 3学期始業式、スキー授業（1・2年）
- 2月 - 学力テスト（1・2年）、学年末テスト（1・2年）
- 3月 - 卒業式、修了式、学年末休業

## 部活動
全国大会のみ掲載。
体育部
- 野球部
- サッカー部
- バスケットボール部（男子・女子）
- テニス部（男子・女子）
- バドミントン部
- 柔道部

文化部
- 美術部
- 吹奏楽部
  - 日本管楽合奏コンテスト 最優秀賞（2014年 - 2015年）[2]
- パソコン部

個人
- 体操
  - 全国中学校体操競技選手権大会 出場（2017年 - 2018年、2023年）[2]

## 通学区域
通学区域は以下の通り。
- 1条通右18丁目 - 24丁目
- 宮下通18丁目 - 26丁目
- 南1条通20丁目 - 26丁目
- 南2条通20丁目 - 26丁目
- 南3条通20丁目 - 26丁目
- 南4条通20丁目 - 26丁目
- 南5条通20丁目 - 26丁目
- 南6条通17丁目 - 26丁目
- 南7条通17丁目 - 26丁目
- 南8条通19丁目 - 26丁目
- 南9条通26丁目
- 宮前1条3丁目 - 5丁目
- 宮前2条3丁目
- 東光3条3丁目
- 東光4条1丁目 - 4丁目
- 東光5条1丁目 - 4丁目
- 東光6条1丁目 - 4丁目
- 東光7条1丁目 - 4丁目
- 東光8条1丁目 - 4丁目
- 東光9条1丁目 - 4丁目
- 東光10条1丁目 - 4丁目
- 東光11条1丁目 - 4丁目
- 東光12条1丁目 - 3丁目
- 東光13条1丁目 - 3丁目
- 東光14条1丁目 - 3丁目
- 東光15条2丁目 - 3丁目
- 東光16条3丁目

## 出身小学校
- 旭川市立千代田小学校[7]
- 旭川市立啓明小学校[7]

## 交通アクセス
バス
- 旭川電気軌道「東光10の3」停留所下車、徒歩3分。